# Теодорос Вардинояннис (стадион)
«Тео́дорос Вардиноя́ннис» (греч. Γήπεδο Θεόδωρος Βαρδινογιάννης) — футбольный стадион в городе Ираклион, Греция. Вмещает 9 200 зрителей. Построен в 1951 году для домашних матчей клуба ОФИ, в 2001 году подвергся реконструкции. Иногда здесь проводила домашние матчи сборная Греции.
С 2004 года для матчей профессионального уровня используется реже, так как клуб ОФИ перебрался на новый, более вместительный стадион «Панкритио», выстроенный специально к летним Олимпийским играм 2004 года.